# Màrtirs d'Alexandria
Els Màrtirs d'Alexandria són dos grups de cristians, venerats com a sants per diverses confessions cristianes.
- Un grup és de trenta-nou cristians egipcis, de noms indeterminats, que van partir el martiri, en una data desconeguda durant les persecucions dels arrians, mentre assistien a missa en una església. El seu record es commemora el 9 de febrer. El manuscrit trevirenc és l'únic que diu que el martiri fou a Alexandria.

- L'altre grup era de cristians --sacerdots, diaques i fidels-- d'Alexandria que, en temps de l'emperador Galiè, i havent-hi una epidèmia de pesta a la ciutat, van quedar-s'hi per ajudar i atendre els malalts. Tots moriren per contagi, per la qual cosa foren considerats com a màrtirs. La seva festivitat se celebra el 28 de febrer.